# Alfredo Santiago Pértile
Alfredo Pértile (Puerto Tirol, 4 de septiembre de 1915 - Resistencia, 21 de septiembre de 1990) fue un pintor argentino, siendo el primer Director de la Academia de Bellas Artes. El Instituto Superior del Profesorado de Bellas Artes de Resistencia lleva su nombre.

## Biografía
Descendiente de una de las primeras familias friulanas que colonizaron la región. Se trasladó a Resistencia con su familia, donde completó sus estudios primarios, en la Escuela Regional de Profesores “José Manuel Estrada” de la ciudad de Corrientes, obtuvo el título de Maestro Normal Nacional.
Como pintor, completó su formación en la Escuela Superior de Bellas Artes Ernesto de la Cárcova, de Buenos Aires, por medio de una beca otorgada en 1949, por la Comisión Nacional de Cultura.
El 1 de octubre de 1959 se creó la Academia de Bellas Artes, (teniendo como base el taller) que comenzó con dos cursos.
Falleció en Resistencia, el 21 de septiembre de 1990, a los 75 años.